# Hedotettix cristitergus
Hedotettix cristitergus är en insektsart som beskrevs av Hancock, J.L. 1915. Hedotettix cristitergus ingår i släktet Hedotettix och familjen torngräshoppor. Inga underarter finns listade i Catalogue of Life.